# Схинделер, Ян
Я́н Ка́рел Ди́рк Схи́нделер (нидерл. Jan Carel Dirk Schindeler; 18 декабря 1892, Амстердам — 7 декабря 1963, там же) — нидерландский футболист, игравший на позиции вратаря, выступал за амстердамские команды «Амстел», «Аякс» и «Блау-Вит». Провёл один матч за национальную сборную Нидерландов.

## Спортивная карьера
В сентябре 1909 года Ян Схинделер стал членом футбольного клуба «Спартан» — в то время он жил в южной части Амстердама по адресу Квеллейнстрат дом 74. В возрасте семнадцати лет Ян стал играть за второй состав клуба. В сентябре 1910 года Схинделер был лишён права в клубе, но спустя два месяца был реабилитирован. В феврале 1911 года он стал выступать за вторую команду «Амстела», а спустя месяц был переведён в основной состав.
В сентябре 1911 года Ян перешёл в другой амстердамский клуб — «Аякс», которому предстояло впервые участвовать в первом классе Нидерландов. В команде он стал резервным вратарём, а основным являлся Герард Зигелер. В чемпионате Нидерландов Схинделер дебютировал 22 октября в матче против команды «Квик» из Гааги — дома на стадионе «Хет Хаутен» амстердамцы потерпели крупное поражение со счётом 2:6. На следующий день Ян был принят в клуб «Блау-Вит», где вскоре стал основным голкипером команды.
Будучи игроком «Блау-Вита», Схинделер дебютировал в составе сборной Нидерландов в возрасте 32 лет и 122 дней. Это произошло 19 апреля 1925 года в товарищеской игре против команды Швейцарии. В том матче Схинделер был запасным вратарём, но уже на 35-й минуте Ян вышел на замену вместо Геюса ван дер Мёлена, к этому времени его команда проигрывала со счётом 2:1. Во втором тайме Ян пропустил два мяча, а его команда в итоге проиграла с крупным счётом 4:1.
До 2005 года Ян являлся самым возрастным вратарём сборной когда-либо за неё дебютировавший, но его рекорд побил Хенк Тиммер, сыгравший впервые за национальную команду в возрасте 33 лет и 344 дней.

## Личная жизнь
Ян родился в декабре 1892 года в Амстердаме в семье портного. Отец — Йохан Христиан Вилхелм Схинделер, мать — Франсина Кауэнховен. У него был младший брат Францискюс Николас Адрианюс, родившийся в 1895 году в Амстердаме.
Схинделер женился в возрасте двадцати пяти лет — его избранницей стала Маргарете Йозефине Спел, уроженке Амстердама. Их брак был зарегистрирован 13 июня 1918 года в Амстердаме.
Умер 7 декабря 1963 года в Амстердаме в возрасте 70 лет.

## Статистика

### Матчи Схинделера за сборную Нидерландов
| Матчи Схинделера за сборную Нидерландов | Матчи Схинделера за сборную Нидерландов | Матчи Схинделера за сборную Нидерландов | Матчи Схинделера за сборную Нидерландов | Матчи Схинделера за сборную Нидерландов | Матчи Схинделера за сборную Нидерландов |
| --------------------------------------- | --------------------------------------- | --------------------------------------- | --------------------------------------- | --------------------------------------- | --------------------------------------- |
| №                                       | Дата                                    | Соперник                                | Счёт                                    | Пропущено голов                         | Соревнование                            |
| 1                                       | 19 апреля 1925                          | Швейцария                               | 1:4                                     | 2                                       | Товарищеский матч                       |

Итого: 1 матч / пропущено 2 гола; 0 побед, 0 ничьих, 1 поражение.